# 斯蒂爾斯鎮區 (北卡羅萊納州里奇蒙縣)
斯蒂爾斯鎮區（英語：Steeles Township）是位於美國北卡羅萊納州里奇蒙縣的一個鎮區。

## 地方資料
斯蒂爾斯鎮區的面積為179.50平方千米，皆為陸地。根據2020年美國人口普查的數據，當地共有人口309人，而人口密度為每平方千米1.72人。